# Sky Rojo
Sky Rojo és una sèrie de drama espanyola original de Netflix, estrenada el 19 de març de 2021. La sèrie narra la fugida de tres prostitutes del seu club, i a què s'han d'enfrontar. Actualment la sèrie ha estrenat dues temporades, la segona temporada va ser estrenada el 23 de juliol de 2021. El 12 d'agost del 2021 el creador de la sèrie va anunciar una tercera i última temporada.

## Trama
Aquesta sèrie explica la història de tres prostitutes, Coral, Gina i Wendy que es veuen obligades a fugir de ‘’Las Novias Club’’, després que una d'elles ferís de gravetat al seu proxeneta. Les tres dones fugen juntes sabent que les seves vides corren perill després dels seus actes. Moisès i Christian són dos germans sicaris de Romeo, el proxeneta i amo del club, que intenten atrapar les tres noies per tots els mitjans.

## Repartiment actors/actrius
Els protagonistes de la sèrie són, Veronica Sanchez, que interpreta a la Coral, una dona enganxada a les drogues amb un passat secret; Lali Esposito, una argentina que interpreta a la Wendy, que volia tenir una nova vida amb la seva novia; Yany Prado, una cubana que interpreta a la Gina, que va anar enganyada al club; Miguel Ángel Silvestre, que interpreta Moisés, la mà dreta de Romeo; Asier Etxeandia, que interpreta Romeo, el proxeneta cap de 6 clubs més i Enric Auquer, que interpreta Christian, el germà sicari de Moisés.

## Episodis
La sèrie es divideix en 2 temporades de moment, ja que en el 2022 trauran la 3a i última temporada. En total ara hi ha 16 capítols que es divideixen en 8 capítols per temporada d'uns 25 minuts cadascun. En el primer una d'elles fereix el seu proxeneta i a partir d'aquí és la persecució entre prostitutes i sicaris.